# Người Canada gốc Ba Lan
Người Canada gốc Ba Lan (tiếng Anh: Polish Canadians, tiếng Ba Lan: Polonia w Kanadzie, tiếng Pháp: Canadiens polonais) là công dân của Canada có tổ tiên là người Ba Lan và người Ba Lan nhập cư vào Canada từ nước ngoài. Tại cuộc Điều tra dân số năm 2016, có 1.106.585 người Canada đã tuyên bố toàn bộ hoặc một phần tổ tiên là từ Ba Lan.